# Église Saint-Rémy de Gandelu
 (novembre 2023).
Si vous disposez d'ouvrages ou d'articles de référence ou si vous connaissez des sites web de qualité traitant du thème abordé ici, merci de compléter l'article en donnant les références utiles à sa vérifiabilité et en les liant à la section « Notes et références ».
L'église Saint-Rémy est une église située à Gandelu, en France.

## Localisation
L'église est située sur la commune de Gandelu, dans le département de l'Aisne.

## Orgue
L'église dispose d'un orgue de chœur installé dans le bas côté nord.
Celui-ci est l'œuvre de Maurice Delmotte, facteur d'orgues à Tournai. Construit en 1955, il a été acheté et installé en 1978 par l'Association des amis de l'orgue de Gandelu. Association qui semble aujourd'hui dissoute. Derniers travaux en 2009 pour un montant de 1423,24€.
La composition en est la suivante :
| Grand-orgue | Récit expressif                                                                                         | Pédale |
| --- | --- | --- |
| Bourdon 16 Montre 8 Bourdon 8 (extension B16) Prestant 4 (extension M8) Flûte d'écho 4 (extension B16) Quinte 2 2/3 (extension B16) Doublette 2 (extension M8) | Flûte à cheminée 8 Salicional 8 Voix céleste 8 Flûte 4 Nazard 2 2/3 Tierce 1 3/5 Trompette harmonique 8 | Soubasse 16 (emprunt GO) Diapason 8 (emprunt GO) Basse 8 (emprunt GO) Prestant 4 (emprunt GO) Octave 2 (emprunt GO) |

Accouplement récit/grand-orgue en 16-8-4. Octave grave et aiguë récit.
Tirasse grand-orgue, récit 8-4. Trémolo récit. Combinaison libre. Pédale de crescendo.
Console retournée, transmissions électriques, appel des jeux par dominos au fronton.

## Historique
Le monument est classé au titre des monuments historiques en 1920.
L'église et le château de Gandelu situés sur le chemin de Paris à Reims dit chemin des sacres ou des postes, ancien chemin gaulois furent les témoins d'une activité importante à Gandelu durant plusieurs siècles.

À l'origine la chapelle du château du XIIe siècle ne comportait qu'une nef centrale posée sur des murs à ouvertures. Le fronton est resté celui d'origine, la flèche de bois recouverte d'ardoises et l'avancée protégeant le parvis ont disparu.

En entrant dans l'église, sur la gauche, on peut remarquer un des piliers qui était inclus à l'époque dans le mur extérieur et en levant la tête vous pourrez observer de chaque côté les emplacements de fenêtres d'origine, désormais bouchées et incluses dans la structure renaissance.

Après la destruction du château du XIIe siècle par les troupes bourguignonnes vers 1410, le Connétable Anne de Montmorency devint seigneur de Gandelu et décida en 1554 la reconstruction du château féodal en une version Renaissance ainsi qu'un agrandissement de la chapelle ; il confie ces travaux à son architecte Jean Bullant (qui construisit également les châteaux de Fère-en-Tardenois et d'Écouen).

Le chœur fut reconstruit ainsi que les bas-côtés comportant voûtes avec arcs brisés et hautes fenêtres en ogives ; les arcs de la nef existante sont modifiés. Les murs latéraux sont remplacés par des colonnes ou piliers. Les chapelles nord et est sont créées, une tourelle avec escalier à vis, coiffée d'une coupole en pierre est construite en extérieur, sur la gauche, pour accéder aux combles.

Dans l'aile droite devant le retable une '" chapelle royale'" était installée, on peut observer les traces d'une séparation vraisemblablement en bois et prévue pour recevoir des personnalités royales ; à remarquer au plafond des fleurs de lys sculptées. 
Sur le côté gauche, à l'extérieur, une porte, aujourd'hui murée, était surmontée d'une statue détruite depuis mais dont on peut voir encore les traces, et permettait aux pèlerins d'entrer facilement sans déranger les offices. Une flèche en bois couverte en ardoises est installée et disparaîtra fin XIXe début du XXe siècle, pour faire place au clocher actuel. La sacristie fut également rajoutée à cette époque. La statue de saint Remy en bois polychrome du XIVe siècle était installée dans une "niche", à l'extérieur, au-dessus du portail elle fut descendue après guerre pour être placée à l'intérieur de l'église pour assurer une meilleure protection.

Au début du XXe siècle, il restait encore une partie des vitraux du XVIe/XIIe siècle, seul un petit vitrail est d'origine, on peut toujours l'observer au-dessus du retable dans l'aile gauche.

Le petit cimetière qui se trouvait autour de l'église fut remplacé durant la période révolutionnaire par celui en place actuellement.

Cette église placée sous la protection de saint Remy dépendait avant la Révolution du diocèse de Meaux.

Plusieurs gravures donnent une idée de son aspect aux XVIIe et XVIIIe siècles.

Des tableaux et statues classés et inscrits à l'inventaire peuvent être admirés, en particulier le "baptême de Clovis" ; cette œuvre est attribuée à Jacques Stella, peintre italien (né à Lyon en 1596 et mort à Paris en 1657), des statues en bois polychrome.

L'église reçut après la Révolution des retables, boiseries, stalles, bancs et bénitier remarquable en provenance de l'abbaye de Cerfroid. On peut observer sur les piliers les litres funéraires des duc de Gèvres et des plaques funéraires dont l'une est en rapport avec la naissance à Gandelu d'un prince de sang " Charles de Bourbon Condé et 1562.
Jacky Boucaret
Saint Jérôme de Stridon (347-420), peinture du XVIIe siècle, traducteur de la Bible, docteur de l'Église, est l'un des quatre pères de l'Église latine, inscrit sur l'inventaire supplémentaire des objets classés 
Saint François d'Assise ( 1181-1226) recevant les stigmates, tableau du XVIIe siècle ; un tableau similaire est exposé au musée du Louvre inscrit sur l'inventaire supplémentaire des objets classés 
Fonts baptismaux, XVIe siècle, inscrits sur l'inventaire supplémentaire des objets classés 
Abraham et son fils Isaac devant être sacrifié sur le bûcher, peinture du XVIIe siècle, inscrit sur l'inventaire supplémentaire des objets classés 
La sainte trinité, peinture XVIIe siècle
Statue de la Vierge, en bois polychrome XVIIe siècle, inscrit sur l'inventaire supplémentaire des objets classés 
Bénitier en marbre sculpté provenant de l'Abbaye de Cerfroid (détruite à la Révolution), deuxième quart de XVIIe siècle, classée en 1908
Plaque funéraire d'Antoine Andry, bienfaiteur de l'église, XVIIe siècle
Statue de l'évêque saint Remi (vers 437- 533) qui baptisa Clovis, bois polychrome du XIVe siècle se trouvait à l'origine dans une " niche " à l'extérieur de l'église au-dessus du portail ; classée en 1908
Statue " Christ au Pilori " ecce homo" (voici l'homme) en pierre, XVIe siècle, classée en 1908
Boiseries du chœur (provenant de l'abbaye de Cerfroid (fondation 1193, détruite à la Révolution) ; à signaler les croix de Malte ainsi que les personnages en bois sculpté rappelant que l'ordre des trinitaires de Cerfroid s'occupait spécialement du rachat des captifs fait par les pirates barbaresques.
Trophées gagnés par la compagnie d'arc de Gandelu depuis les débuts de l'archerie (1770) qui a toujours de l'importance dans la vie du village
Plaque funéraire de la sage-femme qui assista la mère du futur cardinal de Bourbon né à Gandelu en 1562 (parfois confondu avec son grand-oncle Charles de Bourbon désigné "roi de la Ligue")
Les litres funéraires ; coutume adoptée à la fin de l'Ancien Régimepour rappeler, par des peintures sur les murs des églises, les dignités et la noblesse d'un défunt, ici il s'agit de la famille Potier de Tresmes devenue Potier de Gesvres des 1670 marquis de Gandelu, duc et pair de France. Précisément Léon Potier de Gesvres (1620-1704)
L'écusson du centre est divisé en quatre parties rappelant l'origine des puissantes alliances :

haut à gauche : de Luxembourg

haut à droite : de Bourbon

bas à gauche : de Lorraine (composé d'autres symboles marquant d'autres alliances)

bas à droite : de Savoie

au-dessus la couronne ducale

en dessous les colliers d'Ordres de chevalerie

de chaque côté deux dragons

le tout sur une doublure d'hermine 
Détails à disposition en mairie 
Les 35 bancs et les 9 stalles, les deux retables des côtés et les boiseries du chœur proviennent de l'abbaye de Cerfroid (détruite à la Révolution)
Tableau Baptême de Clovis 1650 de Jacques Stella (ami de Nicolas Poussin) ; huile sur toile marouflée.
Tableau au sommet du maitre autel : un ange XVIIIe siècle